# 新西兰骑士足球俱乐部
新西蘭騎士足球俱樂部（New Zealand Knights）是新西蘭一支已解散的職業足球隊。解散前球隊曾於澳洲的现代甲级联赛中作賽；他們在聯賽中的席位已被同樣來自新西蘭的惠靈頓鳳凰隊所取代。騎士隊的主場是位於奧克蘭的North Harbour Stadium。

## 歷史
騎士隊的前身是國王足球俱樂部（Football Kingz F.C.）。該隊於1999年成立，並於澳洲的全國足球聯賽（National Soccer League）中作賽。球隊在該聯賽五個球季中主要處中下游之列。
澳洲甲組足球聯賽（A-League）於2005年取代全國足球聯賽成為澳洲的最高級別足球聯賽，而國王足球俱樂部亦改以新西蘭騎士足球俱樂部的名義加盟A-League。國王隊的前任總經理Guy Hedderwick出任騎士隊的首席執行官，而國王隊的前任主席Anthony Lee則在騎士隊中擔任同一角色。另外，帶領新西蘭國家足球隊晉身1982年世界盃足球賽決賽周的John Adshead則獲任為騎士隊的首任教練。
雖然騎士隊有數名球員曾在英格蘭的聯賽中作賽，但騎士隊並未從他們的經驗中得益。在A-League的首季比賽中，騎士隊21場比賽只勝一場，打和三場，全年以6分排榜尾。該球季完結後，Adshead於2006年4月宣佈辭職，而Paul Nevin則於一個月後出任教練一職。
2006-2007年度球季開鑼後，騎士隊的表現未見起色，領導層亦於2006年11月解除Nevin的職務。另一方面，騎士隊的主場入場人數偏低亦引起負責管理A-League的澳洲足球協會所關注。2006年10月下旬時已有消息指澳洲足協有可能沒收騎士隊在A-League中作賽的牌照。及至12月14日，澳洲足協正式宣佈沒收騎士隊的牌照，而騎士隊在球季餘下的五星期則由新西蘭足協負責管理。2007年1月21日，騎士隊在球季最後一場比賽中與珀斯光榮隊交鋒，賽後騎士隊亦正式解散。
惠靈頓鳳凰隊於2007年3月19日加盟A-League，取代騎士隊在該聯賽中的席位。

## 外部連結
- New Zealand Knights FC （页面存档备份，存于） - 俱乐部网页
- Hyundai A-League （页面存档备份，存于） - 现代甲级联赛网页